# Сунско-цзиньские войны

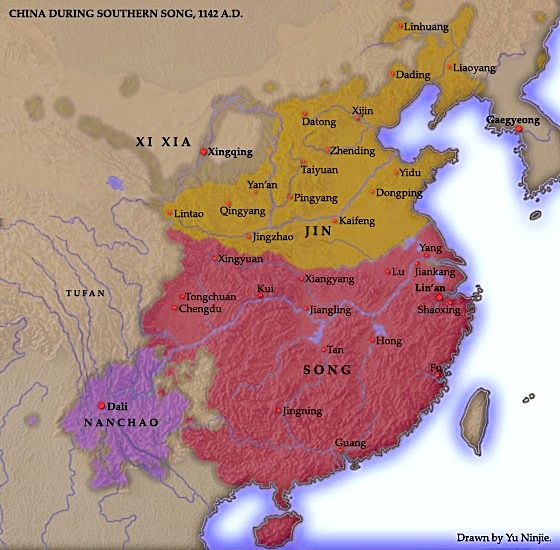
Территория Китая в 1142 году

Сунско-цзиньские войны (кит. упр. 宋金战争) — серия конфликтов между чжурчжэньской империей Цзинь и китайской империей Сун в XII—XIII веках.
- 1125—1141 — война, вспыхнувшая между недавними союзниками, вместе воевавшими против киданей. Вопрос о причинах войны остается дискуссионным. На стороне цзиньцев также выступило тангутское государство Си Ся, хотя оно не имело сил для крупномасштабного наступления. Чжурчжэни пленили сунского императора и создали марионеточное государство Чу, Однако правитель Чу передал власть представителю империи Сун, и чжурчжэням пришлось создавать новое вассальное государство — Ци, некоторое время воевавшее вместе с ними против империи Сун. Эта война завершилась подписанием Шаосинского договора, согласно которому Цзинь получала территории к северу от реки Хуайхэ. Южная Сун обязалась выплачивать ежегодную дань.
- 1161—1164 — чжурчжэни попытались атаковать Южную Сун, но неудачно. Чжурчжэньский император Дигунай был убит собственными подданными. Поэтому продолжение войны пало на начало правления нового цзиньского правителя — Улу. Китайцы увлеклись наступлением и в итоге потерпели разгромное поражение. По условиям нового мира было возвращено довоенное статус-кво. Был уменьшен размер дани.
- 1206—1207 — Китайцы напали без объявления войны на чжурчжэней. Но уже через год цзиньские войска нанесли ряд поражений сунцам и вторглись на территорию Сун. Таким образом, эта война завершилась победой чжурчжэней. Согласно условиям мирного договора, цзиньцы увеличили размер дани, получили новые территории и голову китайского премьер-министра — инициатора вероломной войны.
- 1216—1224 — Южная Сун воспользовалась ослаблением Цзинь в результате монгольско-цзиньской войны и напала на северного соседа. Начало войны сложилось удачным для Сун, но в дальнейшем китайцы завязли в борьбе с чжурчжэнями. В 1223—1224 чжурчжэни нанесли ряд поражений сунцам, что привело к заключению мира.
- 1233—1234 — уничтожение империи Цзинь совместными действиями монголов и Южной Сун.